# Lazar Previšić
Serdar Lazar Previšić, jedan od vođa Hercegovačkog ustanka
Potkomandir Lazar Previšić bio je vrlo cijenjeni vođa Hercegovačkog ustanka. Bio je važan u hrvatskoj zajednici. Godine 1908. bio je u izaslanstvu Hrvata katolika koje je posjetila cara i Beč. Iz tog posjeta datira anegdota. Pri jednom dočeku cara car je upitao Previšića očekujući standardni podanički odgovor. Na pitanje "Čija je ovo zemlja" umjesto očekivana "Vaša, visosti", Previšić ne samo da nije ostao na mjestu, nego je istupio i glasno izgovorio "Slavni gospodine, zemlja je naša, a vlast vaša". Odgovor bijaše lukav, jer zadovoljio je cara, a u isto vrijeme iskazao vječitu težnju ljudi svoga kraja, da svoju zemlju nikom ni po koju cijenu ne da. Hrabri serdarov istup dirnuo je cara u dušu i potakao ga nagraditi odličjima. Sedam odličja koje je Previšić primio za života uklesani su na Previšićev grob. Grob mu se nalazi na Previši.
Sedam uklesanih odličja na njegovu grobu su: prvi je križ, drugi i treći su krug, četvrti je krug s križem te još tri kruga.